# Jordan-féle normálforma
A lineáris algebrában minden {\displaystyle F} algebrailag zárt test feletti négyzetes {\displaystyle A} mátrix (ahol a mátrix sajátértékei {\displaystyle F} test elemei) egy adott normálalakra hozható a bázis megváltoztatásával. Ebben a normálformában a főátlóban és a főátló felett levő elemek kivételével minden elem 0, tehát a mátrix majdnem diagonális. A mátrixoknak ezt az alakját Camille Jordanról nevezték el.

## Jordan-mátrix
Egy {\displaystyle F} test feletti Jordan-blokk olyan n×n-es mátrix, ahol a főátlóban minden elem {\displaystyle \lambda \in F} , a főátló felett 1-esek állnak, a többi elem pedig 0. {\displaystyle \lambda } a Jordan-blokk sajátértéke.
{\displaystyle J_{\lambda ,n}={\begin{pmatrix}\lambda &1&0&\cdots &0\\0&\lambda &1&\cdots &0\\\vdots &\vdots &\ddots &\vdots &\vdots \\0&0&0&\lambda &1\\0&0&0&0&\lambda \\\end{pmatrix}}}
A Jordan-mátrix olyan négyzetes mátrix, amely főátlójában Jordan-blokkok állnak, a többi elem pedig 0.
{\displaystyle J={\begin{bmatrix}J_{\lambda _{1},n_{1}}&\;&\;\\\;&\ddots &\;\\\;&\;&J_{\lambda _{i},n_{i}}\end{bmatrix}}}
A {\displaystyle J} mátrix {\displaystyle J_{\lambda _{1},n_{1}},J_{\lambda _{2},n_{2}},...,J_{\lambda _{i},n_{i}}} Jordan blokkok direkt szorzata.
Jelölése: {\displaystyle J_{\lambda _{1},n_{1}}\oplus J_{\lambda _{2},n_{2}}\oplus ...\oplus J_{\lambda _{i},n_{i}}} vagy {\displaystyle {\mbox{diag}}\left(J_{\lambda _{1},n_{1}},J_{\lambda _{2},n_{2}},...,J_{\lambda _{i},n_{i}}\right)} egy olyan {\displaystyle (n_{1}+n_{2}+...+n_{i})}×{\displaystyle (n_{1}+n_{2}+...+n_{i})}-s Jordan-mátrix, amelynek első tömbje {\displaystyle J_{\lambda _{1},n_{1}}} , második tömbje {\displaystyle J_{\lambda _{2},n_{2}}} , ... , i-edik tömbje {\displaystyle J_{\lambda _{i},n_{i}}} .
Például a következő 9×9-es Jordan-mátrixnak van egy 3×3-as 0 sajátértékű blokkja, két 2×2-es 3 sajátértékű blokkja és egy 2×2-es 5 sajátértékű blokkja:
{\displaystyle J=\left({\begin{matrix}0&1&0&0&0&0&0&0&0\\0&0&1&0&0&0&0&0&0\\0&0&0&0&0&0&0&0&0\\0&0&0&3&1&0&0&0&0\\0&0&0&0&3&0&0&0&0\\0&0&0&0&0&3&1&0&0\\0&0&0&0&0&0&3&0&0\\0&0&0&0&0&0&0&5&1\\0&0&0&0&0&0&0&0&5\end{matrix}}\right)}
Jelölése: {\displaystyle J_{0,3}\oplus J_{3,2}\oplus J_{3,2}\oplus J_{5,2}} vagy {\displaystyle {\mbox{diag}}\left(J_{0,3},J_{3,2},J_{3,2},J_{5,2}\right)}.
Két Jordan-mátrix hasonló, ha ugyanazokból a Jordan-blokkokból állnak (a blokkok elhelyezkedésétől függetlenül).

## A Jordan-normálforma tulajdonságai
Bármely {\displaystyle F} test elemeiből képzett n×n-es {\displaystyle A} mátrix hasonló egy {\displaystyle F} test feletti n×n-es {\displaystyle J} Jordan-mátrixhoz. Tehát létezik {\displaystyle P} invertálható mátrix, melyre {\displaystyle P^{-1}AP=J} . {\displaystyle J}-t az {\displaystyle A} mátrix Jordan-normálformájának nevezzük.
A következő tulajdonságokat állapíthatjuk meg:
- {\displaystyle A} sajátértékei a {\displaystyle J} mátrix főátlójában álló elemek.
- Egy adott {\displaystyle \lambda _{i}} sajátérték geometriai multiplicitása Ker({\displaystyle A-\lambda _{i}I}) dimenziója (ahol {\displaystyle I} egységmátrix), és ennyi a {\displaystyle \lambda _{i}}-hez tartozó Jordan-blokkok száma.
- Egy adott {\displaystyle \lambda _{i}} sajátértékhez tartozó összes Jordan-blokk méretének összege {\displaystyle \lambda _{i}} algebrai multiplicitása.
- {\displaystyle A} akkor és csak akkor diagonalizálható, ha bármely {\displaystyle \lambda } sajátértékének algebrai és geometriai multiplicitása megegyezik.

Egy {\displaystyle A} mátrix Jordan-normálformájának meghatározásához nem elegendő ismerni a sajátértékeinek algebrai és geometriai multiplicitását. Feltéve, hogy egy {\displaystyle \lambda } sajátértékhez tartozó {\displaystyle m(\lambda )} algebrai multiplicitás ismert, a Jordan-normálforma felépítését {\displaystyle (A-\lambda )^{m(\lambda )}} hatványok rangjának vizsgálatával határozhatjuk meg:
Tegyük fel, hogy egy n×n-es {\displaystyle A} mátrixnak egyetlen sajátértéke {\displaystyle \lambda }. Tehát {\displaystyle m(\lambda )=N}. A legkisebb {\displaystyle k_{1}} egész, melyre
{\displaystyle (A-\lambda )^{k_{1}}=0}
a legnagyobb Jordan-blokk mérete {\displaystyle A} Jordan-normálformájában.
{\displaystyle (A-\lambda )^{k_{1}-1}}
rangja a {\displaystyle k_{1}} méretű Jordan-blokkok száma.
Hasonlóan
{\displaystyle (A-\lambda )^{k_{1}-2}}
rangja a {\displaystyle k_{1}} méretű Jordan-blokkok számának kétszeresének és a {\displaystyle k_{1}-1} méretű Jordan-blokkok számának összege.
Ezt a módszert ismételve megkapjuk {\displaystyle A} Jordan-normálformájának felépítését.
Több sajátérték esetén hasonlóan járhatunk el.
Ezt felhasználva belátható, hogy ha {\displaystyle J_{1}} és {\displaystyle J_{2}} {\displaystyle A} mátrix Jordan-normálformái, akkor {\displaystyle J_{1}} és {\displaystyle J_{2}} hasonló.

## Hatványozás
Ha {\displaystyle k} egy természetes szám akkor egy mátrix Jordan-normálformájának {\displaystyle k}-adik hatványa a következő:
{\displaystyle {\begin{bmatrix}\lambda _{1}&1&0&0&0\\0&\lambda _{1}&1&0&0\\0&0&\lambda _{1}&0&0\\0&0&0&\lambda _{2}&1\\0&0&0&0&\lambda _{2}\end{bmatrix}}^{k}={\begin{bmatrix}\lambda _{1}^{k}&{\tbinom {k}{1}}\lambda _{1}^{k-1}&{\tbinom {k}{2}}\lambda _{1}^{k-2}&0&0\\0&\lambda _{1}^{k}&{\tbinom {k}{1}}\lambda _{1}^{k-1}&0&0\\0&0&\lambda _{1}^{k}&0&0\\0&0&0&\lambda _{2}^{k}&{\tbinom {k}{1}}\lambda _{2}^{k-1}\\0&0&0&0&\lambda _{2}^{k}\end{bmatrix}}}
Tehát hatványozás után minden egyes Jordan-blokkból egy felső háromszögmátrix lesz. A felső háromszögmátrixok főátlójában {\displaystyle \lambda _{i}^{k}}, a főátló felett {\displaystyle {\tbinom {k}{1}}\lambda _{i}^{k-1}}, ... , végül {\displaystyle {\tbinom {k}{l}}\lambda _{i}^{k-l}} szerepel, ha {\displaystyle J_{i}} a {\displaystyle \lambda _{i}} sajátértékhez tartozó (l+1)×(l+1)-es Jordan-tömb.
(Megjegyzés: {\displaystyle {\tbinom {k}{l}}=0}, ha {\displaystyle k<l}.)
Például: {\displaystyle (J_{3,3}\oplus J_{2,5}\oplus J_{6,2}\oplus )^{3}}
{\displaystyle \left({\begin{matrix}3&1&0&0&0&0&0&0&0&0\\0&3&1&0&0&0&0&0&0&0\\0&0&3&0&0&0&0&0&0&0\\0&0&0&2&1&0&0&0&0&0\\0&0&0&0&2&1&0&0&0&0\\0&0&0&0&0&2&1&0&0&0\\0&0&0&0&0&0&2&1&0&0\\0&0&0&0&0&0&0&2&0&0\\0&0&0&0&0&0&0&0&6&1\\0&0&0&0&0&0&0&0&0&6\end{matrix}}\right)^{3}=\left({\begin{matrix}27&27&9&0&0&0&0&0&0&0\\0&27&27&0&0&0&0&0&0&0\\0&0&27&0&0&0&0&0&0&0\\0&0&0&8&12&6&1&0&0&0\\0&0&0&0&8&12&6&1&0&0\\0&0&0&0&0&8&12&6&0&0\\0&0&0&0&0&0&8&12&0&0\\0&0&0&0&0&0&0&8&0&0\\0&0&0&0&0&0&0&0&216&108\\0&0&0&0&0&0&0&0&0&216\end{matrix}}\right)}

## Példa a Jordan-normálforma és az áttérési mátrix kiszámítására
Legyen
{\displaystyle A={\begin{bmatrix}5&4&2&1\\0&1&-1&-1\\-1&-1&3&0\\1&1&-1&2\end{bmatrix}}}
{\displaystyle A} mátrix karakterisztikus polinomja:
{\displaystyle \det(\lambda I-A)=\lambda ^{4}-11\lambda ^{3}+42\lambda ^{2}-64\lambda +32=(\lambda -1)(\lambda -2)(\lambda -4)^{2}\,}
Tehát az algebrai multiplicitás szerint a sajátértékei 1, 2, 4 és 4.
A hozzájuk tartozó sajátvektorok az {\displaystyle Av_{i}=\lambda _{i}v_{i}} egyenlet megoldásával kiszámíthatóak:
{\displaystyle v_{1}=p{\begin{bmatrix}-1\\1\\0\\0\end{bmatrix}}\quad v_{2}=q{\begin{bmatrix}1\\-1\\0\\1\end{bmatrix}}\quad v_{3},v_{4}=t{\begin{bmatrix}1\\0\\0\\0\end{bmatrix}}+s{\begin{bmatrix}1\\0\\-1\\1\end{bmatrix}}\quad }
Tehát a mátrix Jordan-normálformája:
{\displaystyle J=J_{1,1}\oplus J_{1,2}\oplus J_{2,4}={\begin{bmatrix}1&0&0&0\\0&2&0&0\\0&0&4&1\\0&0&0&4\end{bmatrix}}}
A {\displaystyle P} áttérési mátrix (melyre {\displaystyle J=P^{-1}AP}) oszlopvektorai a sajátvektorok (p=1, q=1, illetve {\displaystyle v_{3}}-nál s=1, t=0, {\displaystyle v_{4}}-nél s=0, t=1 választással):
{\displaystyle P={\Big [}\,v_{1}\,{\Big |}\,v_{2}\,{\Big |}\,v_{3}\,{\Big |}\,v_{4}\,{\Big ]}={\begin{bmatrix}-1&1&1&1\\1&-1&0&0\\0&0&-1&0\\0&1&1&0\end{bmatrix}}.}
Ellenőrizhető az eredmény helyessége:
{\displaystyle P^{-1}AP=J={\begin{bmatrix}1&0&0&0\\0&2&0&0\\0&0&4&1\\0&0&0&4\end{bmatrix}}}
Ha megváltoztatjuk a sajátvektorok sorrendjét, azaz a {\displaystyle v_{1}} , {\displaystyle v_{2}} , {\displaystyle (v_{3},v_{4})} sorrendet ({\displaystyle v_{3}} és {\displaystyle v_{4}} egymás mellett marad), akkor megváltozik a Jordan-tömbök sorrendje a Jordan-normálformában.